# Болото
Боло́то — участок ландшафта, отличающийся избыточным увлажнением и наличием влаголюбивого живого напочвенного покрова. Для болота характерно отложение на поверхности почвы не полностью разложившегося органического вещества, превращающегося в дальнейшем в торф. Слой торфа в болотах — не менее 30 см; если он меньше, то это заболо́ченные зе́мли. Болота являются составной частью гидросферы. Первые болота на Земле образовались на стыке силура и девона 350—400 млн лет назад.
Понятие «болото» многозначно и комплексно. Так, помимо ландшафтоведческого определения, с точки зрения биологии, болото — тип природной зоны или пресноводной экосистемы с характерным биотопом и биоценозом; с точки зрения гидрологии — водный объект, имеющий характерный гидрологический режим; с точки зрения географии — это географический объект с определёнными координатами и границами. Часто в русском языке под словом «болото» подразумевают только пресноводные болота умеренного климата, но в широком смысле под этим словом могут иметь в виду водно-болотные угодья или их составляющие любого климата (застойные озёра, солёные марши, тропические болота, заливные луга, пойменные территории и пр.). Из-за этого может возникать путаница в терминологии или сложности с переводом этого слова на другие языки и с других языков.
Самым большим болотом на планете является пойма реки Амазонки. В России они распространены на севере и в центре Европейской части (в том числе в районе Москвы и Подмосковья), в Западной Сибири, на Камчатке. В Беларуси и на Украине болота сосредоточены в Полесье (так называемые Пинские болота).
Болота изучаются особой отраслью географии — болотоведением.

## Происхождение слова
Слово «болото» имеет древнее балто-славянское происхождение. Этот корень встречается во всех древних и современных балто-славянских языках. Например, хорв. blato (грязь), чеш. bláto (шлам). В славянских языках с полногласием (русский, украинский, белорусский и др.) звучит как «болото», в других славянских и балтийских языках, в том числе в старославянском — как блато, балто. В результате долгих языковых контактов славян с восточно-романским населением слово baltă «топь» вошло в румынский и молдавский языки, в том числе в топонимы. С ними вместе была заимствована и другая лексика, относящаяся к воде (lúncă, zăvoi, smârc («болото») — от слова «сумрак», ostrov, lótcă и др.).
Согласно словарю Фасмера, слово имеет славянское происхождение и родственно литовскому слову báltas («белый»). В то же время родственность английскому слову pool («лужа, прудик») ставится под сомнение.

## Образование болот
Болота возникают двумя основными путями: из-за заболачивания почвы или же из-за зарастания водоёмов.
Одна из причин избыточной увлажнённости и образования болота состоит в особенностях рельефа — наличие низин, куда стекаются воды осадков и грунтовые воды, отсутствие стока на равнинных территориях — все эти условия приводят к образованию торфа. Заболачивание происходит в понижениях рельефа, которые постоянно или временно заполняются водой, что при наличии подходящего климата вызывает переувлажнение грунта. На процесс заболачивания влияют такие факторы, как обилие осадков, величина испарения, уровень грунтовых вод, характер грунта, наличие «вечной мерзлоты». Болота образуются на плоских участках с неглубоким дренажeм или в понижениях с замедленным стоком. В результате избытка влаги и развития анаэробных условий леса в такой местности погибают, что способствует ещё большему заболачиванию из-за сокращения транспирации (выведения воды из почвы за счёт всасывания её корнями растений и испарения с листьев). Иногда заболачивание может происходить по вине человека — например, при возведении дамб и плотин для прудов и водохранилищ. Заболачивание иногда вызывает и деятельность бобров.
Зарастание является естественной судьбой большинства озёр вне зависимости от характера их возникновения: даже большие озёра существуют обычно не более 50 тыс. лет, постепенно зарастая и превращаясь в болота (исключения — Байкал и Великие Африканские озёра, которые расположены в рифтовой зоне континентов и постоянно расширяются за счёт геологических процессов, благодаря чему существуют миллионы лет).
Болота, имеющие различное происхождение, различаются по своему строению: в болотах, возникших на месте озёр, под слоем торфа имеется озёрный ил, сапропель, в то время как при заболачивании суши отложение торфа происходит непосредственно на минеральном грунте.
- Верховое болото на относительно ранней стадии формирования
- Верховое болото на относительно поздней стадии формирования
- Заболоченное озеро

## Роль болот
Болота играют важную роль в образовании истоков рек и управлении водным режимом больших территорий поверхности Земли.
Болота препятствуют развитию парникового эффекта. Их в не меньшей степени, чем леса, можно назвать «лёгкими планеты». В течение одного года гектар болота поглощает из воздуха в 7—15 раз больше углекислого газа, чем гектар леса: 550—1800 кг; и выделяет в 7—15 раз больше кислорода: 260—700 кг. Дело в том, что реакция образования органических веществ из углекислого газа и воды при фотосинтезе по суммарному эффекту противоположна реакции окисления органических веществ при дыхании, и поэтому при разложении органики углерод, связанный до этого растениями, выделяется назад в атмосферу (в составе углекислого газа в основном за счёт дыхания бактерий). Один из главных процессов, способных уменьшить содержание углекислого газа в атмосфере — это захоронение неразложившейся органики, что и происходит в болотах, образующих залежи торфа, трансформирующегося затем в каменный уголь (другие подобные процессы — отложение карбонатов (CaCO3, MgCO3) на дне водоёмов и химические реакции, протекающие в земной коре и мантии). По этой причине практика осушения болот, осуществлявшаяся на протяжении всей истории человеческой цивилизации, с точки зрения экологии в некоторых случаях может быть разрушительна для среды обитания.
С другой стороны, болота являются одним из источников бактериального метана (одного из парниковых газов) в атмосфере. В ближайшем будущем ожидается увеличение выделения болотного метана в атмосферу из-за таяния болот в районах вечной мерзлоты.
Болота — естественные фильтры воды, поглощающие токсичные элементы, и санитары агроэкосистем благодаря тому, что пыль имеет тенденцию двигаться в сторону низкой температуры. В течение года гектар болота поглощает до 3 т пыли.
На болотах растут ценные растения (голубика, клюква, морошка). В Карелии урожайность болот составляет до 200 кг клюквы и 700 кг морошки с гектара.
Болота являются местом обитания водоплавающих и пушных зверей.
Торф используют в медицине (грязелечение), как топливо, удобрение в сельском хозяйстве, корм для сельскохозяйственных животных, сырьё для химической промышленности.
Торфяные болота служат источником находок для палеобиологии и археологии — в них находят хорошо сохранившиеся остатки растений, пыльцу, семена, тела древних людей.
Для последних болотная руда была сырьём для изготовления железных изделий.
В русской сельской местности в старину в болотной воде ржавого цвета красили нитки, полотно, сарафаны, кофты, фартуки.

## Классификация болот
- В зависимости от местоположения в рельефе, условий водно-минерального питания и преобладающей экологической группы растений болота подразделяют на[1]:
  - низинные, грунтового питания, с эвтрофной растительностью,
  - переходные, атмосферно-грунтового водного питания и с мезотрофной растительностью,
  - верховые — атмосферного питания олиготрофной растительностью.
- По типу преобладающей растительности различают: лесные, кустарничковые, травяные и моховые (мшары[13]) болота.
- По типу микрорельефа: бугристые, плоские, выпуклые и т. д.
- По типу макрорельефа: долинные, пойменные, склоновые, водораздельные и т. п.
- По типу климата: субарктические (в областях вечной мерзлоты), умеренные (большинство болот РФ, Прибалтики, СНГ и ЕС); тропические и субтропические. К тропическим болотам относятся, например, болота Окаванго в Южной Африке и болота Параны в Южной Америке. Климат определяет флору и фауну болот.

### По условиям питания
В зависимости от условий водно-минерального питания болота подразделяют на:
- Низинные (эвтрофные) — тип болот с богатым водно-минеральным питанием, в основном за счёт грунтовых вод. Расположены в поймах рек, по берегам озёр, в местах выхода ключей, в низких местах. Характерная растительность — ольха, берёза, осока, тростник, рогоз, зелёные мхи. В районах с умеренным климатом — это часто лесные (с берёзой и ольхой) или травяные (с осоками, тростником, рогозом) болота. Травяные болота в дельтах Волги, Кубани, Дона, Дуная, Днепра называют плавнями, сочетаясь с протоками, озёрами, лиманами, ериками и др. микроводоёмами первичной и вторичной дельты. В низовьях рек пустынных и полупустынных регионов (Или, Сырдарья, Амударья, Тарим и др.) заболоченные участки и их растительность называется тугаи.
- Переходные (мезотрофные) — по характеру растительности и умеренному минеральному питанию находятся между низинными и верховыми болотами. Из деревьев обычны берёза, сосна, лиственница. Травы те же, что и на низинных болотах, но не так обильны; характерны кустарнички; мхи встречаются как сфагновые, так и зелёные.
- Верховые (олиготрофные) — расположены обычно на плоских водоразделах, питаются только за счёт атмосферных осадков, где очень мало минеральных веществ, вода в них резко кислая, растительность — господствуют сфагновые мхи, много кустарничков: вереск, багульник, кассандра, голубика, клюква; растёт пушица, шейхцерия; встречаются болотные формы лиственницы и сосны́, карликовые берёзки. Из-за накопления торфа поверхность болота со временем может стать выпуклой.

### По типу растительности
- В целом по типу преобладающей растительности различают: лесные, кустарничковые, травяные и моховые (мшары[13]) болота.
- По типу микрорельефа: бугристые, плоские, выпуклые и т. д.
- По типу макрорельефа: долинные, пойменные, склоновые, водораздельные и т. п.
- По типу климата: субарктические (в областях вечной мерзлоты), умеренные (большинство болот РФ, Прибалтики, СНГ и ЕС); тропические и субтропические. К тропическим болотам относятся, например, болота Окаванго в Южной Африке и болота Параны в Южной Америке. Климат определяет флору и фауну болот.

В верховых болота выделяют:
- Лесные — покрыты низкой сосной, вересковыми кустарниками, сфагнумом.
- Грядово-мочажинные — похожи на лесные, но покрыты торфяными кочками, и деревья на них практически не встречаются.

Николай Яковлевич Кац выделяет в верховых болотах Центральной России следующие типы:
1. тип с комплексами кустарничковых ассоциаций;
2. тип с комплексами пушицевых и кустарничковых ассоциаций;
3. тип с мочажинными комплексами[16].

## Близкие термины
Термины:
- Марь — заболоченный редкостойный лиственничный лес, прерывающийся участками безлесных кочковатых болот и ерников.
- Мочажина — влажное, заболоченное, топкое место между кочками на болоте, низменном лугу; наполненная водой яма с илистым дном и постепенно покрывающееся мхом, превращаясь в трясину.
- Руда болотная — донные отложения бурого железняка в болоте как результат жизнедеятельности железобактерий.

- Топь — переувлажнённый участок болота с разжиженной торфяной залежью, высоким уровнем воды и рыхлой непрочной дерниной[15].
- Трясина — зыбкое болотистое место; летом поростает ярко-зелёной травой и мхом.

- Няша (северн.) — зыбкое болотистое илистое или глинистое место.

- Галья — сильно обводнённый окраинный пояс болота[17].
- Водно-болотные угодья — более широкое понятие, включающее болота, водоемы и участки с избыточным увлажнением.
- Болотные луга —  вид влажных почв, которые насыщены водой в течение части или всего вегетационного периода.
- Болотный микроландшафт — часть болота, однородная по характеру растительного покрова, микрорельефу поверхности и физическим свойствам верхнего (деятельного) горизонта торфяной залежи

## Иллюстрации
- Болото в Нидерландах
- В Германии
- В Швейцарии
- В Беларуси
- В России

## Животные болот умеренного пояса
- Европейская болотная черепаха (Emys orbicularis).
- Различные виды жаб, лягушек.
- Лоси, еноты, выдры, норки, ондатры.
- Птицы (журавли, куропатки, цапли, кулики, чибисы, утки, камышницы и проч.)
- Клещи; комары, водомерки и прочие насекомые.

## Растения болот
К жизни на болотах приспособлены виды растений, адаптированные к кислой среде (ацидофиты), к бедной почве (олиготрофы) и избыточному увлажнению (гигрофиты). Иногда болотные растения выделяют в особую подгруппу — гелофиты (др.-греч. χέλος — «болото»). Принято выделять осоковые и моховые болота.
На осоковых болотах доминируют и являются ландшафтнообразущими видами различные виды осок (Carex). Помимо них на осоковых болотах часто встречаются: тростник обыкновенный (Phragmites australis), сусак зонтичный (Butomus umbellatus), гравилат речной (Geum rivale), камыш лесной (Scirpus sylvaticus) и камыш озёрный.
На сфагновых болотах доминируют сфагновые (Sphagnopsida) и зелёные (Bryidae) мхи. Например, в зоне плособугристых болот Западной Сибири господствует тундровый вид мха дикранум удлинённый (Dicranum elongatum), в зоне крупнобугристых болот — мезофильный вид мха плевроциум Шребера (Pleurozium schreberi). Среди мощного мохового покрова выделяются только отдельные растения, приспособленные к таким условиям: клюква, пушица (Eriophorum), подбел обыкновенный (Andromeda polifolia), багульник болотный (Ledum palustre), росянка круглолистная (Drosera rotundifolia).
Из-за недостатка питательных и минеральных веществ, на болотах встречаются насекомоядные растения, которые получают необходимые нутриенты из насекомых: росянки, пзырчатки, жирянки.
Кустарничковый ярус болот включает в себя кустарнички семейства Вересковые (Вересковые): брусника, клюква, голубика, черника, водяника. Брусника, произрастает на торфяных болотах.Клюква, произрастает на верховых и переходных болотах.
Кустарники болот — багульник и хамедафне. Также к кустарничкам болот относится морошка, произрастающая на торфяных болотах.
Из деревьев на бореальных болотах чаще всего представлены сосна и берёза, которые из-за недостатка питания и отсутствия возможности закрепиться корнями в субстрате, пребывают в угнетённом состоянии и приобретают болотную форму, в виде низкого кустарника. На  низинных болотах произрастает ольха чёрная (Alnus glutinosa) — ольховые топи, «елхи́». В Северной Америке на болотах произрастает болотный кипарис (Taxodium distichum), акклиматизированный в дельте Дуная.
Из водных растений на болотах растут  аир (Acorus) и вахта трёхлистная (Menyanthes trifoliata).
- Клюква
- Багульник
- Камыш
- Голубика

## Охрана болот, особо охраняемые природные территории (ООПТ)
Проблемой сохранения болот занимаются следующие организации:
- Международные водно-болотные угодья (Wetlands International);
- Международная группа по охране болот (International Mire Conservation Group) — IMCG[24].

### Ботанические памятники природы в России
- Большое Таватуйское болото, Малиновское, Кукушкинское расположены рядом с озером Таватуй.
- Сестрорецкое болото — особо охраняемая природная территория (ООПТ).
- Мшинское болото — государственный природный заказник федерального подчинения.
- Старосельский мох — государственный комплексный заказник регионального значения.
- Васюганские болота — одни из самых больших болот в мире. Площадь болот 53 тыс. км² (для сравнения: площадь Швейцарии — 41 тыс. км²)[25].
- Полистово-Ловатская болотная система — государственный природный заповедник «Полистовский», охраняет юго-восточную часть Полистово-Ловатской системы верховых болот[26].

## Свойства болот

### Свечения на болотах
В тёплые тёмные ночи на болотах наблюдается свечение бледно-голубоватых, слабо мерцающих огоньков, выписывающих сложную траекторию. Их возникновение объясняют спонтанным возгоранием выделяющегося из болота болотного газа, светом гнилушек (гниющих растений), фосфоресцирующих организмов, радиоактивных минеральных осадков и другими причинами.
Имеется версия, что эти блуждающие огоньки — результат взаимодействия фосфористого водорода и метана. Фосфорные соединения, входящие в состав трупов животных и человека, под действием микроорганизмов грунтовых вод разлагаются с образованием фосфористого водорода. При рыхлой насыпи над могилой или небольшом слое воды в болоте газ, выйдя на поверхность, самовоспламеняется при контакте с воздухом.
Поверья различных народностей приписывали свечение на болотах сверхъестественным сущностям.

### Мумифицирующее действие болот
Болото на 90 % состоит из воды с высоким содержанием кислот торфа (разложившихся растительных веществ). Такая среда замедляет рост бактерий, отчего тела органического происхождения, утонувшие в болоте, не разрушаются. Наличие кислот в болоте в сочетании с низкой температурой воды и недостатком кислорода оказывает дубильное воздействие на кожу, чем объясняется тёмно-коричневый цвет найденных тел; таким образом, благодаря отсутствию кислорода и антибактериальным свойствам сфагнума, который является мощным консервантом, тела прекрасно сохраняются.
За последние 300 лет в заброшенных торфяных болотах Британии, Ирландии, Нидерландов, Германии и Дании были обнаружены хорошо сохранившиеся тела людей. Большая часть этих мумий датируется I веком до н. э. — IV веком н. э.
Одной из самых известных болотных мумий является «человек из Толлунда».

## Болото в культуре
Издревле болота пользовались дурной славой из-за смертельной опасности, которую представляет трясина, и особенно характера этой опасности — медленной, но верной гибели. Тем не менее болота издревле же посещались и намеренно — ради растущих на них грибов и ягод, а также лечебных трав (не говоря уже о крупных болотистных регионах, где другой тип местности просто отсутствует). Для преодоления болота на трясинах сооружается гать, грязь застилают сначала ветками деревьев, а сверху уже полноценным бревенчатым настилом. В результате постепенно были выработаны приметы, обозначающие опасные места, и техники хождения по болотам, передававшиеся из поколения в поколение.

### Мифология
В мифологии многих культур болото ассоциируется с плохим, гиблым, нечистым местом.
Согласно восточнославянской мифологии, на болотах обитает болотный человек, который может заблудить путника (см. также болотник).
С древних пор людей пугало ночное свечение на болотах. Из-за характерного расположения огоньков — на высоте человеческой руки — их называют «свечами покойника». Считается, что увидевший их получил предупреждение о скорой смерти, а несут их пришельцы с того света. В Германии говорили, что огоньки на болоте — это призраки тех, кто украл у соседей землю — в наказание их души бродят по болотам в поисках твёрдой земли. Финны называли их льеккьо и верили, что это души детей, захороненных в лесу. В Северной Европе считали, что огоньки на болоте — духи древних воинов, охраняющих клады.
По английским поверьям, эти так называемые блуждающие огни пытаются завлечь человека в болото или другое опасное место.
В кельтской мифологии болота являлись «вратами духов» — в том месте, где кажущаяся твёрдой почва мгновенно уходит из-под ног, открываются врата в мир загадочных духов природы и божеств. Кельты приносили на болотах жертвенные дары.
Ханты и манси верили, что весь мир родился из «жидкой земли», то есть из болота.
Египетская богиня Исида прятала там своего сына — бога Гора.
В одном из мифов о сотворении мира болота возникли из выплюнутой изо рта чёрта, спрятанной от Бога земли.

### Поэзия
Таинственная прелесть болот воспета Александром Блоком в стихах «Полюби эту вечность болот…», «Болото — глубокая впадина огромного ока земли…», «Болотный попик», «Белый конь чуть ступает усталой ногой…» и др. (цикл «Пузыри земли», 1904—1905).

### Фольклор и художественная литература
Болота и связанная с ними деятельность фигурируют во множестве литературных источников, отражающих быт. Например, это типичное место обитания Бабы-яги из русских народных сказок; описанию болот Заволжья посвящена глава романа П. Мельникова «В лесах», а на Припятских болотах происходит действие повести А. Куприна «Олеся»; герои романа А. Фадеева «Разгром» строят гать, спасаясь от белоказаков, а герои повести А. Власова «Тайна девятки усачей» организуют экспедицию на болотных лыжах, чтобы исследовать партизанскую базу на островинах. Одна из героинь повести «А зори здесь тихие…» погибает в трясине на болоте. Двое детей в повести Бориса Алмазова «Оглянись», заблудившись на болоте, выходят к древнему старообрядческому скиту, после чего происходит немало событий, так или иначе связанных с этими болотами.
Образ торфяных болот как «кладовой Солнца», а торфа как «клада Солнца» использован в художественных произведениях А. В. Перегудова («Солнечный клад») и М. М. Пришвина («Кладовая солнца»), а также в научно-популярном произведении А. С. Оленина и В. Д. Маркова («Клад солнца»).
- В живописи
- Болото
Якоб ван Рёйсдал, XVII век
- Лунная ночь. Болото
А. К. Саврасов, 1870
- Болото в лесу. Осень
Ф. А. Васильев, 1872—1873
- Болото. Полесье
И. И. Шишкин, 1890